# Mystery House
Mystery House (ook wel Hi-Res Adventure #1: Mystery House) is een avonturenspel van On-Line Systems (later hernoemd naar Sierra Online) uit 1980. Het werd ontworpen door Roberta en Ken Williams voor Apple II. Het is het eerste avonturenspel dat computergraphics ondersteunt. Het spel stond op een 5¼-inch diskette met een bijhorend instructieblad.

## Verhaal

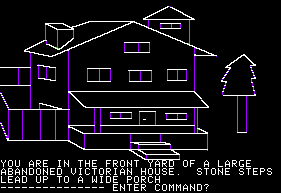
Screenshot van introscène Mystery House

Het spel start nabij een schijnbaar verlaten victoriaans herenhuis. De speler belandt in het huis en wordt daar opgesloten. De enige optie die hij heeft, is het huis verkennen. Het huis bevat verschillende kamers en heeft 7 bewoners: loodgieter Tom, monteur Sam, naaister Sally, chirurg Dr. Green, grafdelger Joe, slager Bill en kokkin Daisy.
Bij start van het spel dient de speler een doos juwelen te zoeken. Echter worden de bewoners van het huis een voor een vermoord en dient de speler uit te vissen wie de moordenaar en wie het volgende slachtoffer is.

## Geschiedenis
Ken Williams was initieel van plan om een bedrijf op te richten dat kantoorsoftware ontwikkelde voor Apple II. Op een dag kochten hij en zijn vrouw Roberta het avonturenspel Colossal Cave Adventure. Het genre van avonturenspellen beviel hen, maar blijkbaar was het aanbod van dergelijke spellen zeer laag. Roberta Williams kreeg toen de ingeving om zelf een avonturenspel te maken. Ze vermoedde dat spelers ook graag tekeningen bij het spel hadden (avonturenspellen waren toen enkel interactieve fictie). Daarop schreef ze een eigen scenario wat Ken omzette in het computerspel Mystery House wat lichtjes geïnspireerd is op Agatha Christie's Tien kleine negertjes. Het spel werd opgestuurd naar Micro Magazine en werd enthousiast onthaald. Daarop besloot het echtpaar Williams om een computerspelstudio op te richten: On-Line Systems.
Later kwam het spel ook uit voor IPhone.

## Platforms
| Jaar | Platform           |
| ---- | ------------------ |
| 1980 | Apple II           |
| 1983 | FM-7, PC-88, PC-98 |
| 2009 | iPhone             |

## Ontvangst
| Beoordeeld door  | Platform | Datum          | Score |
| ---------------- | -------- | -------------- | ----- |
| Techtite         | Apple II | 2000           | 60%   |
| Adventure Gamers | Apple II | 6 oktober 2005 | 40%   |